# Nikolaj Aleksandrovič Serno-Solov'evič
Nikolaj Aleksandrovič Serno-Solov'evič, in russo Николай Александрович Серно-Соловьевич? (San Pietroburgo, 25 dicembre 1834 – Irkutsk, 26 febbraio 1866), è stato uno scrittore e rivoluzionario russo, fondatore con Ogarëv, nel 1861, della prima Zemlja i Volja, organizzazione rivoluzionaria populista sciolta nel 1864 e rifondata nel 1876.

## Biografia

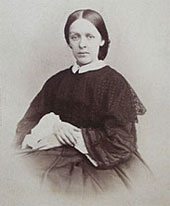
Marija Trubnikova

Figlio di un alto funzionario dell'amministrazione statale, nel 1853 si diplomò nel prestigioso Aleksandrovskij Ličej di Pietroburgo. Cominciò a frequentare intorno al 1855, con il fratello Aleksandr, il circolo radicale e socialista che si riuniva nella casa di Marija Trubnikova, figlia di un decabrista esiliato in Siberia, Vasilij Petrovič Ivašov, e moglie dell'editore Konstantin Vasil'evič Trubnikov. Vi si leggevano Heine, Herzen, Lassalle, Proudhon, Saint-Simon e si componevano poesie in onore di Garibaldi, il cui busto spiccava sul caminetto del salotto.
Dopo un viaggio in Germania, in Belgio e in Francia entrò nell'amministrazione dello Stato, potendo così osservare la faticosa gestazione delle riforme che allora venivano elaborandosi e che sfoceranno, nel marzo del 1861, nel decreto della liberazione dei servi. Nel settembre del 1858 Serno-Solov'evič avvicinò lo zar Alessandro II nei giardini del palazzo imperiale consegnandogli un suo scritto sul problema. Sembra che in quel foglio, andato perduto, egli si limitasse a lanciare un appello a favore delle giovani generazioni.
Nello stesso tempo Serno-Solov'evič mandò ad Herzen, a Londra, l'opuscolo Sulla liberazione dei contadini, che fu pubblicato anonimo sulla rivista «Golosa iz Rossii» (Voci dalla Russia). Vi sosteneva la necessità che lo Stato riscattasse tutte le terre dei nobili assegnandole alle comunità contadine, le obščiny. Sarebbe stata, questa, una riforma nel solco della tradizione perché, secondo lui, la terra era sempre appartenuta allo Stato e alle obščiny, essendo state le privatizzazioni delle terre un fenomeno relativamente recente nella storia russa. Così si sarebbe realizzato in Russia il socialismo, con uno zar «coscientemente o inconsciamente, socialista», e il suo esempio sarebbe passato «ai popoli occidentali, ricevendone in cambio quei diritti e quelle leggi sulla persona che essi hanno saputo particolarmente coltivare».

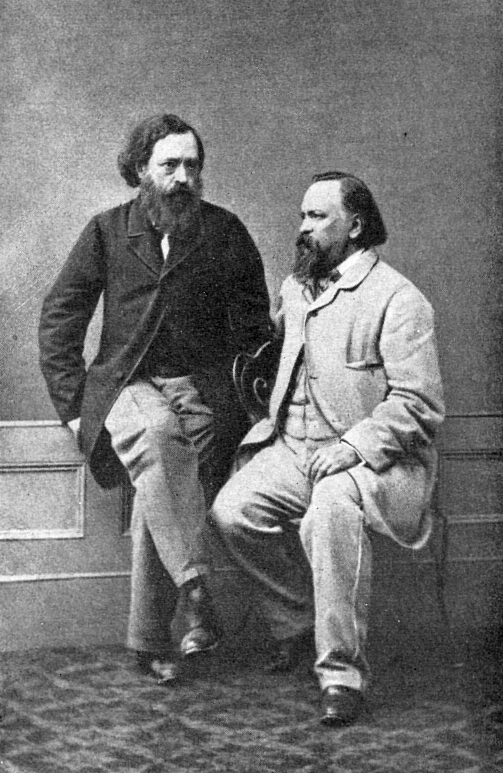
Herzen e Ogarëv

Alla fine del 1858 Serno-Solov'evič assunse a Kaluga, presso Mosca, l'incarico di segretario del locale comitato per la soluzione dei problemi contadini. Assistette ai conflitti tra nobiltà e burocrazia, all'inerzia e al disordine delle commissioni che si accavallavano ponendo ostacoli di ogni genere e da quell'esperienza maturò la convinzione che nessuna riforma seria era possibile: «non una sola trasformazione radicale ed effettiva sarà possibile da noi finché sussiste la struttura cancellieresca. Essa è impotente, è un anacronismo, è una rovina evidente, che uccide e guasta ogni miglior pensiero e piano».
Decise perciò di lasciare l'impiego nell'amministrazione e di viaggiare all'estero «non per divertimento, ma per imparare [...] restare qui significa soffrire e tormentarsi senza posa», come scrisse il 25 novembre 1859 all'amico Kaškin. Non era pessimista: «le cose stanno andando verso qualcosa di meglio. Il vecchio edificio, se non sarà abbattuto, crollerà da solo. Le colonne sono marcite e intaccate alla base. Ma per erigere un edificio nuovo sono necessarie conoscenze non superficiali, come ce ne sono pochissime da noi».
Si dedicò all'approfondimento degli scritti di Černyševskij e ai problemi dell'economia politica e finanziaria, e a Londra, dove giunse nei primi mesi del 1860, divenne assiduo di Herzen e di Ogarëv. A loro era unito dalla comune idea che nella crescita dell'obščina, ottenuta con forti agevolazioni fiscali, fosse il futuro della Russia, per quanto egli insistesse maggiormente sulla necessità di un deciso intervento dello Stato nello sviluppo delle comunità contadine.

### La fondazione di Zemlja i Volja
Rimase profondamente deluso dalle riforme governative approvate nel febbraio del 1861. Si convinse, come giudicava osservando anche quanto avveniva in Europa, che dai governi non potesse venire niente di buono, e occorressero iniziative popolari. L'impresa dei Mille lo confermava nella sua opinione. La riforma approvata in Russia era un inganno: «la libertà era stata concessa a parole ma non nei fatti [...] la corvées e i gravami feudali erano rimasti e se il contadino voleva ottenere la propria terra e la propria izba doveva pagarsela con i propri soldi [...] i dubbiosi vennero persuasi con la frusta, il bastone e le pallottole. In Russia colò sangue innocente. Invece di preghiere per lo zar, s'udirono i gemiti dei martiri [...]».

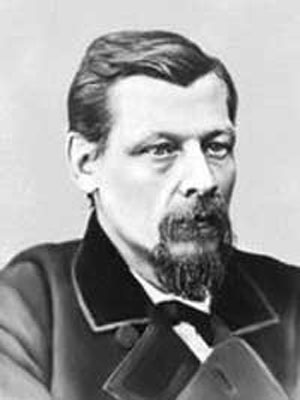
Nikolaj Šelgunov

Serno-Solov'evič e Ogarëv approntarono il programma della società rivoluzionaria clandestina cui Herzen, che pure era allora contrario a quell'iniziativa, diede il nome di «Zemlja i Volja», Terra e Libertà. Quel nome era la risposta alla domanda: «cosa vuole il popolo?». Occorreva che i contadini fossero liberi e proprietari in comune, senza riscatto, della terra dell'obščina, e la comunità si sarebbe amministrata autonomamente attraverso suoi rappresentanti eletti e avrebbe continuato a pagare le imposte, ridotte a quanto pagavano i contadini delle terre demaniali. Lo Stato, e non i contadini, avrebbe dovuto compensare i nobili delle terre loro sottratte. Per realizzare un tale programma era indispensabile una profonda riforma istituzionale, facendo governare la nazione da deputati eletti dal popolo, elementi colti che «si sarebbero battuti contro lo zar e i signori della terra, per la libertà del popolo, per l'umana verità».
Quando Serno-Solov'evič tornò in Russia, alla fine del 1861, il manifesto era stato stampato e diffuso, e circoli di Zemlja i Volja erano stati creati a Pietroburgo, Mosca, Kazan', Nižnij Novgorod, Saratov, Tver' e in altri centri minori. Egli aprì nel centro di Pietroburgo una libreria con biblioteca circolante per tenervi un luogo di riunione e diffondere libri politici, e promosse la fondazione, il 18 febbraio 1862, della rivista «Vek» (Il secolo), che uscì fino al 29 aprile. La rivista era di proprietà dei redattori, tutti di idee populiste: i più noti, oltre Serno-Solov'evič, erano Eliseev, Ščapov e Šelgunov.
Nel suo articolo Pensieri ad alta voce Serno-Solov'evič rilevava che in Russia non esisteva una élite intellettuale in grado d'interpretare i bisogni popolari e capace di elaborare una politica conseguente. Esistevano bensì dei riformisti liberali, ma questi agivano nell'interesse delle classi privilegiate e non erano interessati a farsi interpreti delle necessità popolari. Questo vuoto di rappresentanza politica non poteva essere colmato dal giornalismo o dalla letteratura democratica, che pure in Russia esisteva, perché queste non costituivano «una forza capace di compiere cose essenziali».

### L'arresto

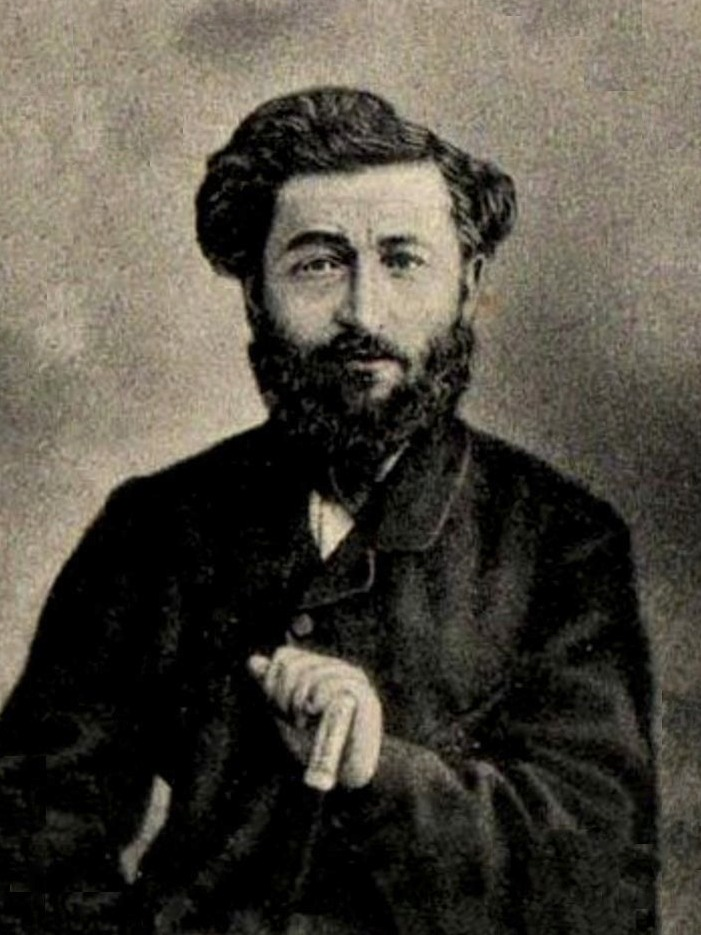
Michaėl Nalbandjan

Nel luglio del 1862 la polizia politica zarista arrestò alla frontiera un aderente alla Zemlja i Volja proveniente da Londra e latore di lettere di Bakunin, Herzen, Kel'sev e Ogarëv. I documenti trovati in suo possesso permisero l'arresto di 32 persone, tra i quali Černyševskij, lo scrittore armeno Michaėl Nalbandjan e Serno-Solov'evič, che il 7 luglio fu rinchiuso nella fortezza Pietro e Paolo. Furono fermati, interrogati e rilasciati anche Ščapov e lo scrittore Turgenev, che in quell'occasione dimostrò tutto il suo disimpegno dalla politica, tacciando Herzen di fanatismo.
Tra le carte di Serno-Solov'evič fu trovato un progetto di costituzione che egli avrebbe voluto indirizzare ad Alessandro II, nel quale prevedeva per lo zar un ruolo di sovrano liberale. Durante la lunga detenzione scrisse molto. In una riflessione sulla situazione politica russa, notava come la sconfitta nella guerra di Crimea avesse provocato quella crisi che stava trasformando un paese ancora privo di «quella potenza morale che ha la propria origine nella libertà e nell'autogoverno, e che costituisce la potenza dei popoli civili».
La fluida situazione politica, resa ancora più incerta dalla rivolta polacca, vedeva la Russia senza più «la fede nel vecchio sistema», ma con una reazione autoritaria che la confermava nella sua vecchia funzione di gendarme d'Europa. L'unica via d'uscita, secondo Serno-Solov'evič, sarebbe stata quella di accogliere «il principio della libertà civile», convocare un'assemblea costituente per risolvere i problemi interni e restituire la libertà alle nazioni non russe, la Polonia, la Bielorussia, l'Ucraina, la Finlandia, i paesi baltici.
In economia, mantenendo l'agricoltura collettivizzata, era favorevole a un'industrializzazione ad opera delle società per azioni, al libero scambio, all'intervento dello Stato nella costruzione di scuole, nella fornitura del credito, nell'alienazione dei suoi beni e nell'evitare e combattere «i mali del capitalismo». In alcune sue note sulla filosofia della storia mostrò di conoscere e apprezzare l'opera dello storico inglese Henry Thomas Buckle.

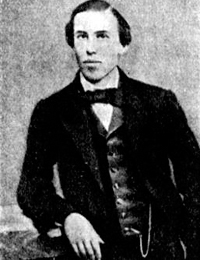
Nikolaj Serno-Solov'evič

In carcere, scrisse anche la poesia Confessione, che sembra essere il sunto della sua vita:
Finalmente, nel giugno del 1864 si tenne il processo agli zemlevolcy, noto come «processo dei 32», e il 10 dicembre Serno-Solov'evič fu condannato a dodici anni di lavori forzati e al successivo esilio perpetuo in Siberia. Il 9 aprile 1865 la pena fu commutata nella deportazione a vita. Il suo ultimo scritto è una lettera indirizzata nel novembre 1865 da Irkutsk alla sorella di Marija Trubnikova, Vera Ivašova, nella quale accenna velatamente a un suo progetto di fuga e le allega una poesia. Quel tentativo era collegato alla rivolta di deportati polacchi impegnati nella costruzione di una ferrovia lungo il lago Bajkal, ma il 26 febbraio 1866, nel corso dell'organizzazione della sollevazione, egli perdette la vita in circostanze non chiare.

## Scritti
- Sulla liberazione dei contadini, «Golosa iz Rossii», V, 1858
- Esame dei lavori della commissione per la creazione delle banche agricole, «Sovremennik», giugno 1860
- La soluzione definitiva del problema contadino, Berlino, 1861
- Sul progetto di trasformazione delle imposte agricole, «Sovremennik», novembre 1861